# Lucio Annio Fabiano
Lucio Annio Fabiano (en latín: Lucius Annius Fabianus) fue un senador romano que vivió a finales del siglo II y principios del siglo III, y desarrolló su cursus honorum bajo los reinados de Marco Aurelio, Cómodo, Septimio Severo, y Caracalla. 

## Orígenes y familia
Fabiano procedía de Cesarea en Mauretania Caesariensis y con toda probabilidad estaba relacionado con los demás miembros patricios de la gens Annia. Es probable que sea nieto de Lucio Annio Fabiano, cónsul sufecto en el año 141.

## Carrera política
Fue cónsul ordinario en el año 201 junto con Marco Nonio Arrio Muciano.